# Campeonato Asiático de Atletismo de 2013 - 110 m com barreiras masculino
A prova dos 110 metros com barreiras masculino do Campeonato Asiático de Atletismo de 2013 foi disputada entre os dias 4  e 5 de julho de 2013 no Shree Shiv Chhatrapati Sports Complex em Pune, na Índia. 

## Recordes
Antes desta competição, os recordes mundiais e do campeonato nesta prova eram os seguintes:
|                       | Nome          | Nacionalidade  | Tempo  | Local    | Data                  |
| --------------------- | ------------- | -------------- | ------ | -------- | --------------------- |
| Recorde mundial       | Aries Merritt | Estados Unidos | 12s 80 | Bruxelas | 7 de setembro de 2012 |
| Recorde do campeonato | Liu Xiang     | China          | 13s 22 | Kobe     | 10 de julho de 2011   |
| Recorde asiático      | Liu Xiang     | China          | 12s 88 | Lausana  | 11 de julho de 2006   |

## Medalhistas
| Ouro            | Prata                      | Bronze              |
| Jiang Fan (CHN) | Abdulaziz Al-Mandeel (KUW) | Wataru Yazawa (JPN) |

## Cronograma
Todos os horários são locais (UTC+5:30).
| Data       | Hora  | Evento  |
| ---------- | ----- | ------- |
| 4 de julho | 9:20  | Bateria |
| 5 de julho | 18:55 | Final   |

## Resultados

### Bateria
Qualificação: 2 atletas de cada bateria  (Q) mais os  2 melhores qualificados (q). 
| Posição | Bateria | Atleta                 | Nacionalidade | Tempo | Notas |
| ------- | ------- | ---------------------- | ------------- | ----- | ----- |
| 1       | 3       | Siddhanth Thingalaya   | Índia         | 13.85 | Q     |
| 2       | 3       | Jiang Fan              | China         | 13.86 | Q     |
| 3       | 1       | Jamras Rittidet        | Tailândia     | 13.88 | Q     |
| 4       | 1       | Wataru Yazawa          | Japão         | 13.91 | Q     |
| 5       | 3       | Rami Ibrahim           | Iraque        | 13.93 | q     |
| 6       | 2       | Abdulaziz Al-Mandeel   | Kuwait        | 13.95 | Q     |
| 7       | 2       | Park Tae-Kyong         | Coreia do Sul | 13.96 | Q     |
| 8       | 2       | Ameer Shaker           | Iraque        | 13.97 | q     |
| 9       | 2       | Ji Wei                 | China         | 13.98 |       |
| 10      | 2       | Ahmad Hazer            | Líbano        | 14.13 |       |
| 11      | 3       | Rayzam Shah Wan Sofian | Malásia       | 14.28 |       |
| 12      | 1       | Eric Shauwn Cray       | Filipinas     | 14.31 |       |
| 13      | 1       | Balamurugan            | Índia         | 14.59 |       |
| 14      | 1       | Denis Semenov          | Cazaquistão   | 14.69 |       |
| 14      | 2       | Pinto Mathew           | Índia         | 14.69 |       |
| 16      | 1       | Yang Wei-Ting          | Taipé Chinesa | 14.89 |       |
| 17      | 3       | Saif Sabbah Khalifa    | Catar         | 14.99 |       |
| 18      | 1       | Kim Byoung-Jun         | Coreia do Sul | DNF   |       |
| 19      | 3       | Rouhollah Askari       | Irão          | DNS   |       |

### Final
A final da prova ocorreu dia 5 de julho às 18:55.
| Posição           | Atleta               | Nacionalidade | Tempo | Notas |
| ----------------- | -------------------- | ------------- | ----- | ----- |
| Medalha de ouro   | Jiang Fan            | China         | 13.61 |       |
| Medalha de prata  | Abdulaziz Al-Mandeel | Kuwait        | 13.78 |       |
| Medalha de bronze | Wataru Yazawa        | Japão         | 13.88 |       |
| 4                 | Siddhanth Thingalaya | Índia         | 13.89 |       |
| 5                 | Jamras Rittidet      | Tailândia     | 14.07 |       |
| 6                 | Ameer Shaker         | Iraque        | 25.05 |       |
| 7                 | Park Tae-Kyong       | Coreia do Sul | DSQ   |       |
| 7                 | Rami Ibrahim         | Iraque        | DSQ   |       |

Legenda
| Recorde mundial       | Recorde mundial (World record)               |                       | Recorde africano                      | Recorde africano (African) |                                           | Q | Classificado por posição (Qualified) |
| Recorde do campeonato | Recorde do campeonato (Championship record)  | Recorde da América    | Recorde da América (Americas)         | q                          | Classificado por melhor tempo (Qualified) |   |                                      |
| Melhor marca do ano   | Melhor marca do ano (World leading)          | Recorde asiático      | Recorde asiático (Asian)              | DNS                        | Não largou (Did not start)                |   |                                      |
| Recorde nacional      | Recorde nacional (National record)           | Recorde europeu       | Recorde europeu (European)            | DNF                        | Não terminou (Did not finish)             |   |                                      |
| Recorde pessoal       | Recorde pessoal do atleta (Personal best)    | Recorde da Oceania    | Recorde da Oceania (Oceania)          | DSQ / DQ                   | Desclassificado (Disqualified)            |   |                                      |
| Recorde da temporada  | Recorde da temporada do atleta (Season best) | Recorde sul-americano | Recorde sul-americano (South America) | NM                         | Sem marca (No mark)                       |   |                                      |